# Plessa

Plessa  est une commune de Brandebourg (Allemagne), située dans l'arrondissement d'Elbe-Elster.

## Démographie
| Année | Population |
| ----- | ---------- |
| 1875  | 1 600      |
| 1890  | 1 820      |
| 1910  | 2 863      |
| 1925  | 3 418      |
| 1933  | 3 801      |
| 1939  | 3 936      |
| 1946  | 4 409      |
| 1950  | 4 946      |
| 1964  | 4 787      |
| 1971  | 4 799      |

| Année | Population |
| ----- | ---------- |
| 1981  | 4 385      |
| 1985  | 4 178      |
| 1989  | 3 990      |
| 1990  | 3 928      |
| 1991  | 3 824      |
| 1992  | 3 797      |
| 1993  | 3 764      |
| 1994  | 3 700      |
| 1995  | 3 648      |
| 1996  | 3 604      |

| Année | Population |
| ----- | ---------- |
| 1997  | 3 551      |
| 1998  | 3 560      |
| 1999  | 3 494      |
| 2000  | 3 459      |
| 2001  | 3 414      |
| 2002  | 3 383      |
| 2003  | 3 333      |
| 2004  | 3 316      |
| 2005  | 3 216      |
| 2006  | 3 153      |

| Année | Population |
| ----- | ---------- |
| 2007  | 3 051      |
| 2008  | 2 991      |
| 2009  | 2 921      |
| 2010  | 2 887      |
| 2011  | 2 864      |
| 2012  | 2 825      |
| 2013  | 2 791      |

## Personnalités liées à la ville
- Ernst von Delius (1912-1937), pilote automobile né à Plessa.